# Bamis
Bamis, eigenlijk 'Baafmis' (samentrekking van Bavomis), is de feestdag van Sint-Bavo op 1 oktober.  Sint Bavo is de patroonheilige van het bisdom Haarlem-Amsterdam, het bisdom Gent en diverse parochiekerken in Nederland en België.  Omdat Sint Bavo beschermheilige is van de goede oogst, werd speciaal daarvoor gebeden.
- Bamistijd: benaming voor het begin van de herfst;
- Bamisfoor: feestmarkt te Gent, ter ere van Bavo.
- Baafmiskermis: jaarlijkse kermis met reuzenstoet in Moerzeke;
- Bamispacht: pacht die men rond de feestdag van Sint-Bavo moest betalen. Ook de rentmeesters betaalden dan de boswachters;
- Bamisweer: typisch herfstweer, regen afgewisseld met hevige windstoten;
- Bamismaan: de eerste volle maan van de herfst.